# Hoogovenstoernooi 1958
Het Hoogovenstoernooi 1958 was een schaaktoernooi dat plaatsvond in het Nederlandse Beverwijk. Het toernooi werd gewonnen door Johannes Donner en Max Euwe.

## Eindstand
| Nr.   | Speler                    | Punten |
| ----- | ------------------------- | ------ |
| Goud  | J.H. Donner               | 5½     |
| Goud  | Max Euwe                  | 5½     |
| Brons | Aleksandar Matanović      | 5      |
| Brons | Hans Bouwmeester          | 5      |
| Brons | Gideon Ståhlberg          | 5      |
| 6     | Alberic O'Kelly de Galway | 4½     |
| 7     | Borislav Milić            | 4      |
| 7     | Theo van Scheltinga       | 4      |
| 7     | Herman Pilnik             | 4      |
| 10    | Vasja Pirc                | 2½     |